# Rachel esküvője
A Rachel esküvője (eredeti cím: Rachel Getting Married) 2008-as amerikai filmdráma Jonathan Demme rendezésében. A főszerepben Anne Hathaway, Rosemarie DeWitt, Bill Irwin és Debra Winger látható.
A film premierje a 65. Velencei Nemzetközi Filmfesztiválon volt 2008. szeptember 3-án, a kanadai Torontói Nemzetközi Filmfesztiválon szeptember 6-án mutatták be, az Egyesült Államokban pedig október 3-án került a mozikba. Hathaway a filmben nyújtott alakításáért Oscar-jelölést kapott a legjobb színésznő kategóriában.

## Rövid történet
Egy fiatal nő, aki az elmúlt tíz évben többször is megjárta az elvonót, a hétvégére hazautazik a nővére esküvőjére.

## Szereplők
- Anne Hathaway: Kym Buchman
- Rosemarie DeWitt: Rachel Buchman
- Bill Irwin: Paul Buchman
- Debra Winger: Abby Buchman
- Tunde Adebimpe: Sidney Williams
- Mather Zickel: Kieran
- Anna Deavere Smith: Carol
- Anisa George: Emma
- Beau Sia: esküvői cár
- Tamyra Gray: énekes
- Sebastian Stan: Walter
- Annaleigh Ashford: eladó az élelmiszerboltban
- Roger Corman: vendég az esküvőn

## Gyártás
A forgatókönyvet Jenny Lumet írta, aki Sidney Lumet rendező lánya és Lena Horne unokája. Lumet, aki középiskolai drámatanárként dolgozott, korábban négy forgatókönyvet is írt, de ez volt az első, amely elkészült. A filmet Jonathan Demme rendezte, és a connecticuti Stamfordban forgatták. A film munkacíme eredetileg Dancing with Shiva volt.
Sidney Lumet személyesen kereste meg Demme-et lánya, Jenny forgatókönyvével kapcsolatban. Demme megjegyezte, hogy szerette, ahogyan Jenny nyilvánvalóan figyelmen kívül hagyja a formai szabályokat, ahogyan nem törődik azzal, hogy a hagyományos értelemben vett karaktereit szerethetővé tegye, és ahogyan szerinte bátran közelíti meg az igazságot, a fájdalmat és a humort.
A forgatás 33 napig tartott és 2007 végén volt.
Demme azóta szeretett volna Anne Hathawayjel dolgozni, amióta öt évvel korábban meglátta őt a tömegben egy vetítésen. Azonnal számításba vette őt a főszerepre. Hathaway később azt mondta, amikor először olvasta Lumet forgatókönyvét: "A régi lakásomban voltam a West Village-ben. Manhattan-ben, csak járkáltam ide-oda a konyhaasztal és a kanapé között. Az utolsó oldalnál valahogy a földön kötöttem ki zokogva."
Rosemarie DeWitt is szóba került, hogy szerepeljen a filmben. Demme és a stáb többi tagja le volt nyűgözve, és azonnal őt akarták Rachel szerepére. Bill Irwin Demme barátja.

## Top tíz lista
A film számos kritikus tízes listáján szerepelt a 2008-as év legjobb filmjei között.
- 1: David Edelstein, New York'[6][7]
- 1: Ed Gonzalez, Slant Magazine
- 1: Keith Phipps, The A.V. Club[6]
- 1: Nathan Rabin, The A.V. Club[6]
- 1: Scott Tobias, The A.V. Club[6]
- 2.: David Denby, The New Yorker[6][8]
- 2: Nell Minow, The Movie Mom
- 3.: Owen Gleiberman, Entertainment Weekly[6]
- 3: Rick Groen, The Globe and Mail[6]
- 4: Elizabeth Weitzman, Daily News[6]
- 4.: Shawn Levy, The Oregonian[6]
- 5: Kimberly Jones, The Austin Chronicle[6]
- 6: Kenneth Turan, Los Angeles Times[6][9]
- 6: Robert Mondello, NPR[6]
- 7: Carrie Rickey, The Philadelphia Inquirer[6]
- 7.: Michael Sragow, The Baltimore Sun[6]
- 7: Noel Murray, The A.V. Club[6]
- 7.: Ty Burr, The Boston Globe[6]
- 8: Ann Hornaday, The Washington Post[6]
- 8: Rene Rodriguez, Miami Herald[6]
- 9.: A. O. Scott, The New York Times[6]
- 9.: Kyle Smith, New York Post[6][10]
- 9.: Peter Travers, Rolling Stone[6][11]
- Top 20: Roger Ebert, Chicago Sun-Times[6][12]